# Knoetschkesuchus
Knoetschkesuchus — рід малих атопозавридових крокодиломорфів пізньої юри Німеччини та Португалії. Відомі два види: німецький вид K. langenbergensis, описаний Шварцем та його колегами в 2017 році на основі двох часткових скелетів і різних ізольованих кісток; і португальський вид K. guimarotae, названий на основі понад 400 зразків, включаючи кілька часткових скелетів. Knoetschkesuchus був малим і короткомордим крокодилом, розміром близько 55 сантиметрів у довжину, який переважно харчувався дрібною здобиччю, включаючи безхребетних, земноводних і ссавців. Ця спеціалізація щодо дрібної здобичі екологічно відокремила Knoetschkesuchus від більшості інших різноманітних крокодилів, з якими він жив в острівній екосистемі Європи юрського періоду. Обидва види раніше вважалися належними до Theriosuchus. Однак, Knoetschkesuchus має лише два різних типи зубів, у яких відсутні листоподібні зуби, які можна побачити в інших атопозавридів. Інші відмітні риси включають відносно широкий череп і наявність передньощелепних і нижньощелепних вікон на всіх стадіях життя.

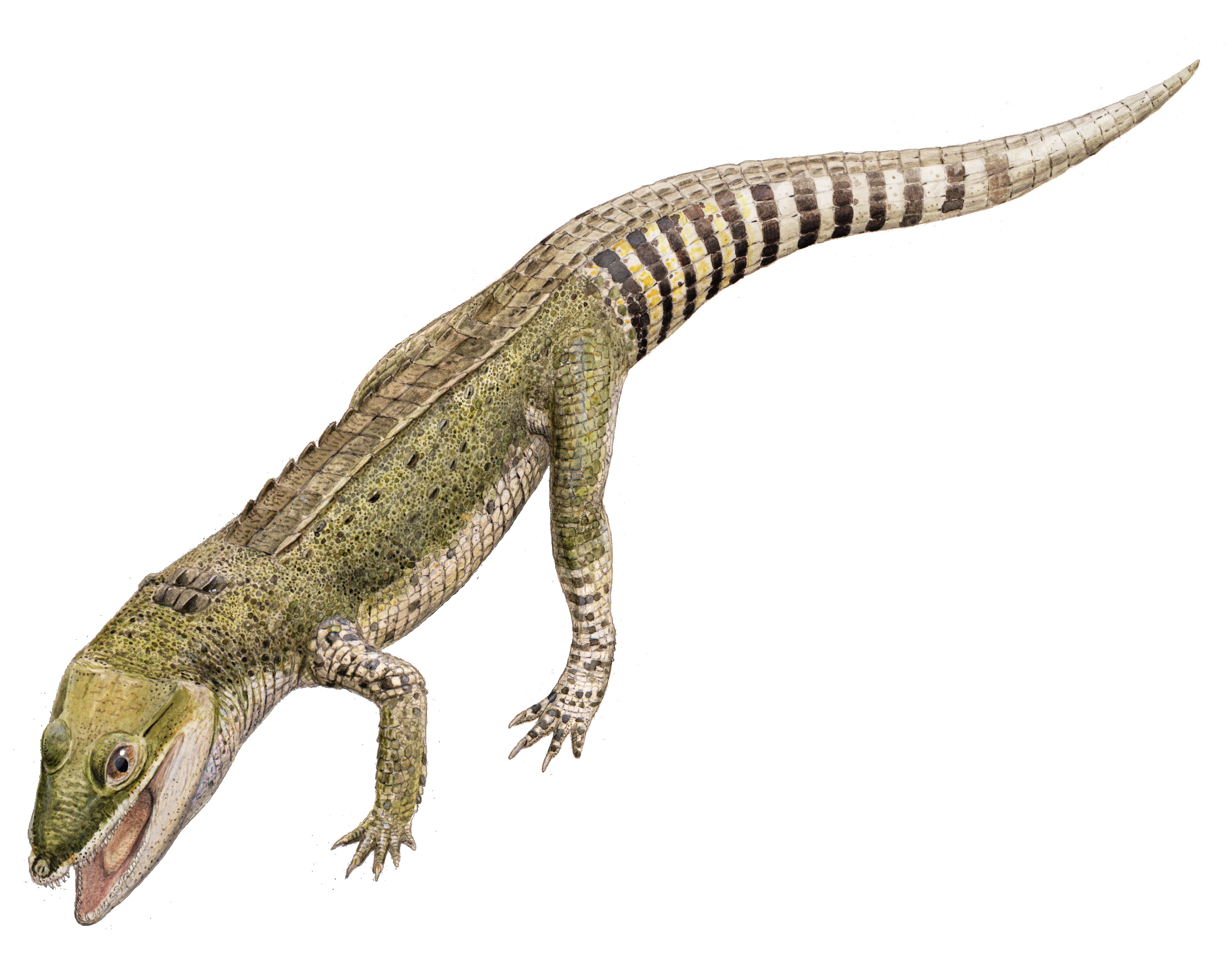
Реконструкція